# 1893 في الأرجنتين
فيما يلي قوائم الأحداث التي وقعت خلال عام 1893 في الأرجنتين.

## سياسة

### تعيين في المنصب
- 18 سبتمبر – بيدرو بنوا Mayor of La Plata ‏.

### انتهاء فترة المنصب
- 2 أغسطس – خوليو روكا الأرجنتيني عضو مجلس الشيوخ الأرجنتيني ‏.

## رياضة
- 1 يناير – دوري الدرجة الأولى الأرجنتيني 1893 الفائز Lomas Athletic Club [الإنجليزية]‏.

## مواليد

### يناير
- 1 يناير – إيرنيستو أليمان صحفي أرجنتيني.[1]
- 1 يناير – خوان بونو ممثل أرجنتيني.

## وفيات

### يناير
- 1 يناير – إليديا باسو (مواليد 1867)

### سبتمبر
- 17 سبتمبر – ماريانو أكوستا (مواليد 1825) محامي أرجنتيني.